# زينة سوندرز
زينة سوندرز (بالإنجليزية: Zina Saunders)‏ هي رسامة توضيحية أمريكية، ولدت في 30 أغسطس 1953.

## وصلات خارجية
- الموقع الرسمي